# Болгарская мафия
Болгарская мафия (болг. Българска мафия) — ряд организованных преступных группировок, происходящих из Болгарии и состоящих из этнических болгар. В начале XX века её возглавляла страховая компания ВИС.

## История возникновения
Официально болгарские организованные преступные группировки сформировались в начале 1980-х годов в Болгарии. По альтернативным источникам, болгарская мафия зародилась в начале XX века, когда многие болгары, спасаясь от власти Османской империи, эмигрировали в США. Там они начали создавать свои преступные сети, но не смогли достичь полной самостоятельности.
В разные периоды болгарские преступные группировки искали поддержку у более мощных мафиозных структур. Во время действия сухого закона в США (1920-1933 гг.) болгары сотрудничали с итальянской мафией, известной как «Коза ностра». В настоящее время болгарская мафия поддерживает тесные связи с русской мафией, что позволяет ей расширять своё влияние.

## Деятельность
- Наркоторговля: Болгария является ключевым транзитным пунктом для наркотиков, поступающих с Ближнего Востока в Европу.
- Контрабанда оружия: группировки занимаются незаконным оборотом оружия, преимущественно в Восточной Европе.
- Торговля людьми и проституция: болгарская мафия активно вовлечена в торговлю людьми и организацию сетей проституции.
- Вымогательство: часто под прикрытием охранно-страховых компаний.
- Незаконный оборот антиквариата: контрабанда культурных ценностей.

## Известные криминальные фигуры
Среди наиболее известных представителей болгарской мафии:
- Красимир Маринов («Большая маржа») — соучредитель группировки SIC.
- Николай Маринов («Маленькая маржа») — соучредитель SIC.
- Младен Михалев («Маджо») — соучредитель SIC.
- Георгий Славов («Голова») — преемник Стайла Славова, убитого в 2004 году.
- Златомир Иванов («Золотой берет») — известный наркоторговец.
- Светли Тодоров («Дучето») — занимается торговлей людьми.
- Димитар Желязков («Митё Глаза») — глава наркоторговцев и вымогательской группы в Бургасе и Ямболе.

## Заказные убийства
С момента падения социализма в 1989 году в Болгарии было совершено более 150 заказных убийств высокопоставленных мафиозных фигур. Многие из этих убийств происходили в центре Софии средь бела дня. Расследования часто заходят в тупик из-за коррупции в судебной системе.
Известные убийства:
- Васил Илиев[2] («Император») — основатель группировки VIS, убит в 1995 году.
- Илья Павлов — основатель компании Multigroup, застрелен в 2003 году.
- Георгий Илиев[3] («Вождь») — брат Васила Илиева, убит в 2005 году.
- Алексей Петров — бывший сотрудник спецслужб, связанный с мафией, погиб в 2023 году.

## Современное состояние
Болгарская мафия продолжает оставаться влиятельной силой в мире организованной преступности. Группировки адаптируются к новым условиям, включая использование современных технологий для отмывания денег и киберпреступности. Несмотря на усилия правоохранительных органов, многие преступления остаются нераскрытыми из-за коррупции и недостатка ресурсов.